# Саадет Юксель
Саадет Юксель (тур. Saadet Yüksel, нар. 7 грудня 1983 в Стамбулі) — турецька юристка та суддя Європейського суду з прав людини.
В неї є брат Джунейт Юксель, який є професором Стамбульського університету і раніше був депутатом Парламенту Туреччини від владної Партії справедливості та розвитку.

## Біографія
Саадет Юксель поступила на Факультет права Стамбульського університету у вересні 2000 року. Вона отримала там ступінь бакалавра в 2004 році і ступінь магістра у 2006 році. Після завершення бакалаврату вступила до Колегії адвокатів Стамбула і з 2005 року почала працювати адвокаткою в різних сферах права, включно із правами людини. В 2011 році вона отримала ще один магістерський ступінь у Гарвардській школі права, після чого повернулась до Туреччини та отримала ступінь доктора в Стамбульському університеті.
Після цього вона почала працювати лекторкою в тому ж Стамбульському університеті. В 2016 році вона стала помічницею професора з конституційного права, а в 2017 році і сама стала професоркою. Також, весь цей час вона була запрошеною лекторкою в Гарвардській школі права, в Університеті Коч в Стамбулі та в Університеті Хамад-бін-Халіфа в Катарі.
В квітні 2019 року Парламентська асамблея Ради Європи обрала Саадет Юксель, з поміж трьох кандидатів запропонованих турецьким урядом, суддею Європейського суду з прав людини, на заміну Айше Ишилу Каракашу. Її дев'ятирічний термін на посаді почався 1 липня 2019 року.

## Скандали
У вересні 2020 року вона супроводжувала Президента ЄСПЛ Роберта Раґнара Спано у поїздку в Туреччину. Під час перебування у Туреччині, Спано отримав почесний докторський ступінь в Стамбульському університеті, що викликало критику зі сторони турецьких академіків та зі сторони Народно-демократичної партії Туреччини.
Після призначення Юксель на посаду судді ЄСПЛ, правозахисники висловили занепокоєння щодо її неупередженості, враховуючи її тісні зв'язки із правлячою Партією справедливості та розвитку. Окрім того, що її брат Джунейт Юксель був депутатом парламенту від правлячої партії і її заступником голови, Саадет Юксель сама була пов'язана з консервативним середовищем, підтримуваним урядом Ердогана. Також, вона була студенткою а потім і помічницею професора Бурхана Кузу, який був радником президента Ердогана.